# Кирайдт, Рудольф Иванович

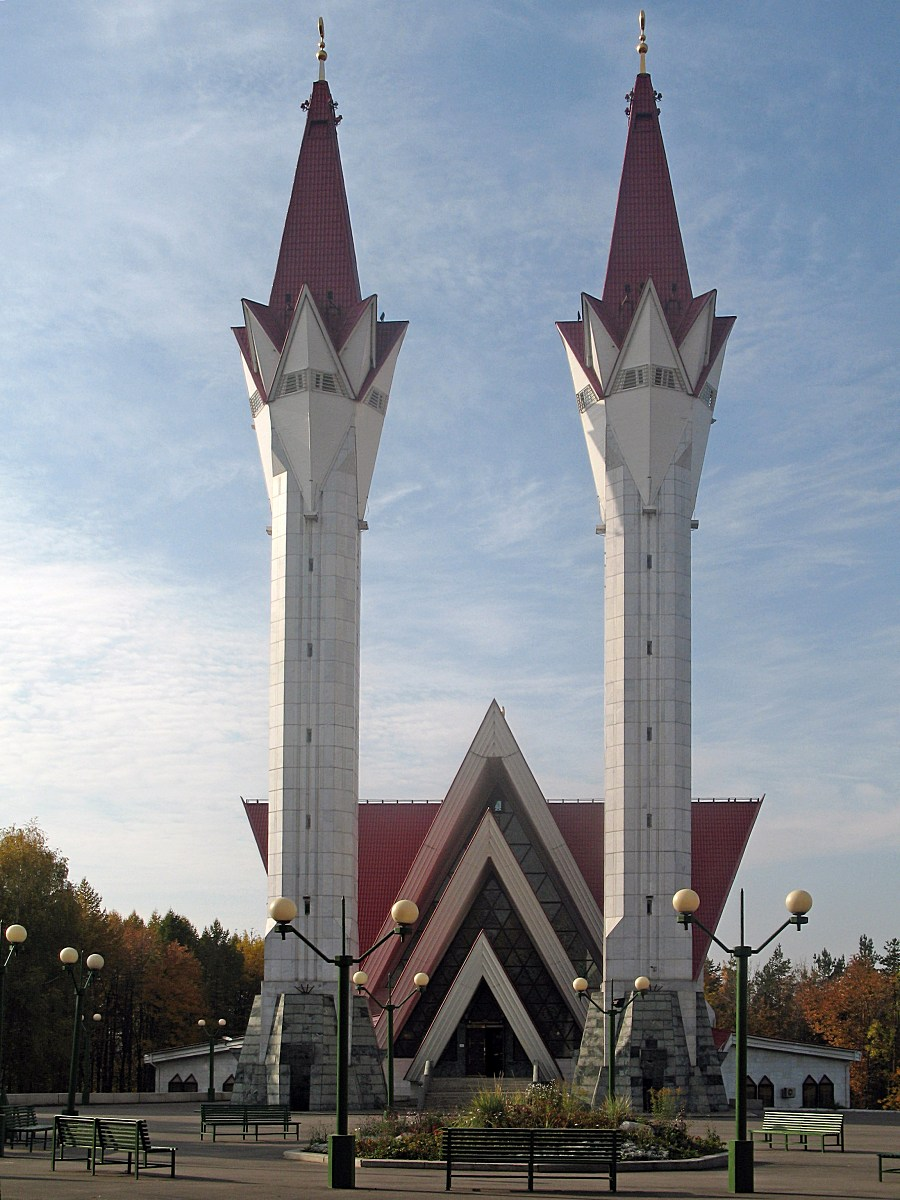
Мечеть «Ляля-Тюльпан»

Рудольф Иванович Кирайдт (1.1.1939, Опочка, Псковская область — 13.04.2020, Уфа, Республика Башкортостан) — архитектор, художник, педагог, член Союза архитекторов БАССР с 1974 года, заслуженный строитель БАССР с 1981 года, заслуженный архитектор РФ с 1996 года.

## Биография
Родился 1 января 1939 года в Опочке Псковской области. В Великую Отечественную войну всю семью эвакуировали в Уфу. В 1968 году окончил Московский архитектурный институт. Ученик Бориса Григорьевича Бархина.
С 1961 года работал в институте «Башкиргражданпроект», также одновременно, в 1977–1984 годах — преподаватель Уфимского нефтяного института; в проектных организациях: с 1988 года — «Альтернатива», с 1989 года — «Коду». В 1992 году основатель и директор проектной мастерской «КИРСС», а с 1999 года — заместитель директора, и одновременно, с 2004 года — архитектор-реставратор.
Награждён почётной грамотой Госстроя Республики Башкортостан, медалью Союза архитекторов «За заслуги в архитектуре Республики Башкортостан».

## Наследие
Автор более 200 проектов общественных и жилых зданий, реконструкций и реставраций в Башкирии.
В Уфе, в 1976 году, разработал проекты здания средней школы № 35, в 1980 году — нового здания Уфимского авиационного техникума, в 1981 году — 12-этажного «круглого» жилого дома (по индивидуальному проекту) в микрорайоне Северный («ВАЗ») Черниковки (Вологодская улица, 23), в 1982 году — 12‑этажных домов в микрорайоне Телецентр, в 1991 году — первые жилые дома террасного типа в микрорайоне Янаульский.
В 1989–1998 годах соавтор проекта здания мечети «Ляля-Тюльпан» в Черниковке. В 2002 году, совместно с дочерью Анной, спроектировал лечебно‑оздоровительный корпус санатория «Ассы». В 2003 году спроектировал собор Воскресения Христова, который строится по образу уничтоженного в 1932 году Воскресенского собора Уфы, но не является его точной реконструкцией.
Автор проектов реконструкции и реставрации в 1980–1985 годах — Дворца профсоюзов на месте Александровской церкви (улица Кирова, 1; ныне — памятник архитектуры) совместно с Pудолем Авсаховым, Килимовской мечети и Килимовского дворца, гостиницы «Президент-Отель», городского Дворца культуры Стерлитамака, фасадов Стерлитамакского русского театра драмы и театра танца.

## Примечание
1. ↑  Архитекторы. bashenc.online. Дата обращения: 27 января 2021. Архивировано 31 января 2021 года.
2. ↑  КИРАЙДТ Рудольф Иванович. bashenc.online. Дата обращения: 27 января 2021. Архивировано 1 февраля 2021 года.
3. ↑  Энциклопедия Башкирии → КИРАЙДТ Рудольф Иванович. ufa-gid.com. Дата обращения: 27 января 2021. Архивировано 24 ноября 2020 года.
4. ↑  В Стерлитамаке открылась выставка заслуженного архитектора России. srgazeta.ru. Дата обращения: 27 января 2021. Архивировано 1 февраля 2021 года.
5. ↑  Super User. Свет его души – художник Рудольф Кирайдт. ~ Живопись ~ Фотография ~ Дизайн ~. Дата обращения: 27 января 2021. Архивировано 9 октября 2020 года.
6. ↑  В Стерлитамаке открылась выставка заслуженного архитектора России - Культурный мир Башкортостана. kulturarb.ru. Дата обращения: 27 января 2021. Архивировано 1 февраля 2021 года.
7. ↑  KIRSS - История. xn--h1adtea.xn--p1ai. Дата обращения: 27 января 2021. Архивировано 11 апреля 2021 года.
8. ↑  Уфа, Вологодская улица, 23 – Индивидуальные проекты кирпичных жилых домов. domofoto.ru. Дата обращения: 27 января 2021. Архивировано 6 февраля 2021 года.
9. ↑  Уфа|Собор Воскресения Христова (новый). sobory.ru. Дата обращения: 27 января 2021. Архивировано 2 февраля 2021 года.
10. ↑  О регистрации объекта культурного наследия регионального значения «Дом союзов», конец 30-х годов XX в. (Республика Башкортостан) в едином государственном реестре объектов культурного наследия (памятников истории и культуры) народов Российской Федерации. culture.gov.ru. Дата обращения: 27 января 2021. Архивировано 7 февраля 2021 года.
11. ↑  Дом профсоюзов (“Горелый завод”) - Уфа от А до Я. Посреди России (8 февраля 2014). Дата обращения: 27 января 2021. Архивировано 26 октября 2020 года.
12. ↑  Управление по государственной охране объектов культурного наследия Республики Башкортостан. okn.bashkortostan.ru. Дата обращения: 27 января 2021. Архивировано 29 ноября 2020 года.